# Uretrografia retrograda
L'uretrografia retrograda è una procedura radiologica di routine, utilizzata per visualizzare e studiare l'integrità dell'uretra (tipicamente l'uretra maschile).

## Indicazioni
L'uretrografia retrograda è essenziale per la diagnosi di una lesione uretrale, in genere di origine traumatica, ad esempio secondaria a frattura pelvica, oppure per la diagnosi di stenosi uretrale. Viene anche utilizzata in pazienti che non si dimostrano in grado di mingere, oppure hanno una minzione difficoltosa.

## Procedura
La procedura prevede l'inserimento di un catetere di Foley nell'uretra distale, in corrispondenza della fossa navicolare dell’uretra (appena dietro il meato uretrale esterno, in corrispondenza del glande). Il palloncino del catetere viene gonfiato e  attraverso il lume del catetere si inietta una quantità variabile (in genere sono sufficienti da 30 a 50ml) di mezzo di contrasto.
In un paziente con trauma perineale, ematoma scrotale o perineale o altri segni indiretti di una sospetta lesione uretrale, non si dovrebbe eseguire alcun tentativo di inserimento di un catetere vescicale, almeno fino a quando l'esecuzione di una uretrografia retrograda non dia un risultato negativo.
Poiché nel corso della procedura esiste sempre la possibilità di penetrazione di agenti patogeni uretrali nella circolazione sistemica, è raccomandabile iniziare una profilassi antibiotica per proteggere il paziente contro il rischio di setticemia da batteri Gram-negativi.
La tecnica non è di facile esecuzione ed un suo utilizzo improprio, può condurre a delle diagnosi errate

## Controindicazioni e reazioni indesiderate
L'uretra è composta da una membrana mucosa adagiata su una sottomucosa costituita da tessuto connettivo ricco di fibre elastiche. La parete è molto sottile ad è sdraiata all'interno del corpo spongioso riccamente vascolarizzato. Il corpo spongioso drena in una serie di piccole vene che si portano ai corpi cavernosi, quindi alla vena dorsale del pene ed infine in direzione del plesso venoso pudendo. In caso di lesioni della mucosa e sottomucosa uretrale si può assistere ad un riempimento venoso da parte del mezzo di contrasto. Questo stravaso venoso espone il paziente a rischi quali reazioni allergiche ed embolia polmonare. Inoltre il mezzo di contrasto che refluisce può essere accompagnato da batteri patogeni, che spesso sono presenti nell'uretra maschile. La penetrazione dei batteri nel flusso sanguigno oltre a manifestarsi con febbre e brividi può evolvere in setticemia.

## Finalità
La perdita di mezzo di contrasto in un punto qualsiasi tra la vescica e la punta del pene suggerisce la presenza di una lesione o danno uretrale (di solito secondaria ad un trauma pelvico) ed è una indicazione per un intervento chirurgico.